# 布拉加 (卡緬涅茨-波多利斯基區)
48°31′16″N 26°30′59″E / 48.52111°N 26.51639°E
布拉加（烏克蘭語：Брага），是烏克蘭的村落，位於該國西部赫梅利尼茨基州，由卡緬涅茨-波多利斯基區負責管轄，面積1.13平方公里，2001年人口175，人口密度每平方公里155人。